# Virrey de las tres provincias del noreste

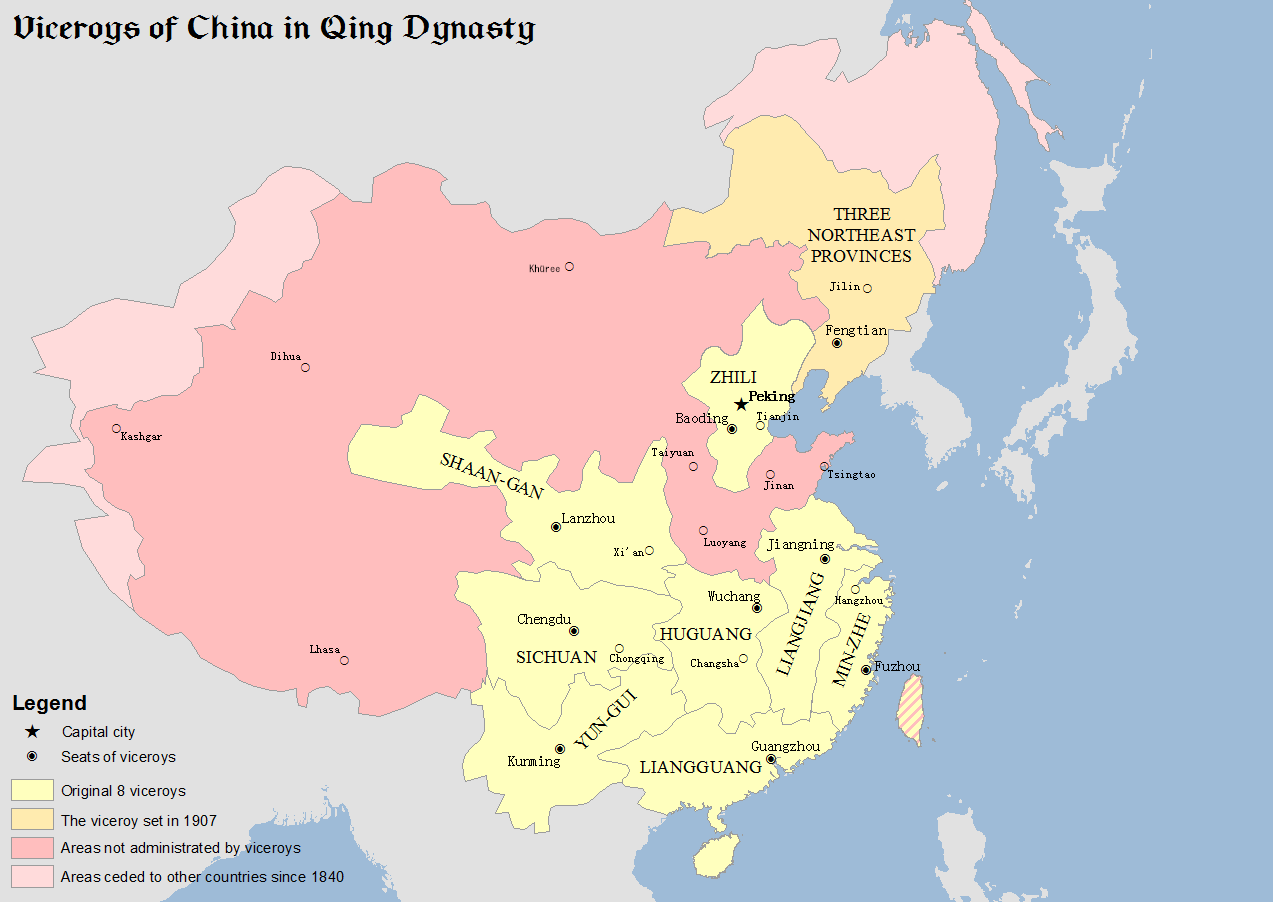
Mapa de virreyes de las tres provincias del noroeste en la dinastía Qing de China

El Virrey de las tres provincias del noreste, cuyo nombre completo que engloba los diferentes cargos, en chino, son  Gobernador General de las Tres Provincias del Noreste y Áreas Circundantes que supervisa a los Generales Militares de las Tres Provincias, Director de Asuntos Civiles de Fengtian, en manchú: dergi ilan goloi uheri kadalara amban, a veces llamado Virrey de Manchuria. Este manadatario funcionaba como un virrey regional en China durante la dinastía Qing. Tenía la característica de ser el único virrey regional cuya jurisdicción estaba fuera de China propiamente dicha. El Virrey tenía control sobre las provincias de Fengtian,  hoy en día Liaoning, Jilin y Heilongjiang en Noreste de China, que también era conocida como Manchuria, conocida por su nombre oficial de Dongbei Pingyuan, en chino tradicional, 東北平原; en chino simplificado, 东北平原; y en idioma pinyin Dōngběi Píngyuán lo que literalmente significa, «Llanura del Noreste de China»

## Historia
La oficina del Virrey de las Tres Provincias del Noreste existía anteriormente con el nombre del "General de Liaodong" (遼東將軍), que fue creado en 1662 durante el reinado del Emperador Kangxi. El puesto fue posteriormente rebautizado como "General de Fengtian" (奉天將軍) y también como "General de Shengjing" (盛京將軍).
En 1876, durante el reinado del Emperador de Guangxu, al General de Shengjing se le dieron otros varios nombramientos simultáneos como Secretario de Defensa, Secretario de Justicia y Prefecto de la Prefectura de Fengtian (奉天府尹). También obtuvo varios títulos honoríficos como Virrey, Secretario de Defensa, y Jefe de la Rama de Detección. En 1907, las oficinas de los generales de Jilin, Heilongjiang y Shengjing se unieron en una sola oficina, la de Virrey de las Tres Provincias del Noreste. El Virrey también recibió un título honorífico adicional como el de Comisionado Imperial.
De 1910 a 1911, el Virrey fue nombrado al mismo tiempo Gran Coordinador y Gobernador Provincial o bien Gobernador Provincial de Fengtian.

## Lista de virreyes de las tres provincias del noreste
| # | Nombre             | Imagen | Comienzo del periodo | Final del periodo     | Notas |
| - | ------------------ | ------ | -------------------- | --------------------- | ----- |
| 1 | Xu Shichang 徐世昌 |        | 12 de junio de 1907  | 8 de febrero de 1909  |       |
| 2 | Xiliang 錫良       |        | 8 de febrero de 1909 | 20 de abril de 1911   |       |
| 3 | Zhao Erxun 趙爾巽  |        | 20 de abril de 1911  | 12 de febrero de 1912 |       |